# 野田哲也
野田 哲也（のだ てつや、1940年(昭和15年) 3月5日 - ）は、日本の版画家。日本版画界を代表する版画家の1人。東京藝術大学名誉教授
。熊本県出身。写真を使ったシルクスクリーンと木版を組み合わせて自身の日常の断片を描いた日記シリーズによる作品で知られる。洋画家の野田英夫は、伯父にあたる。

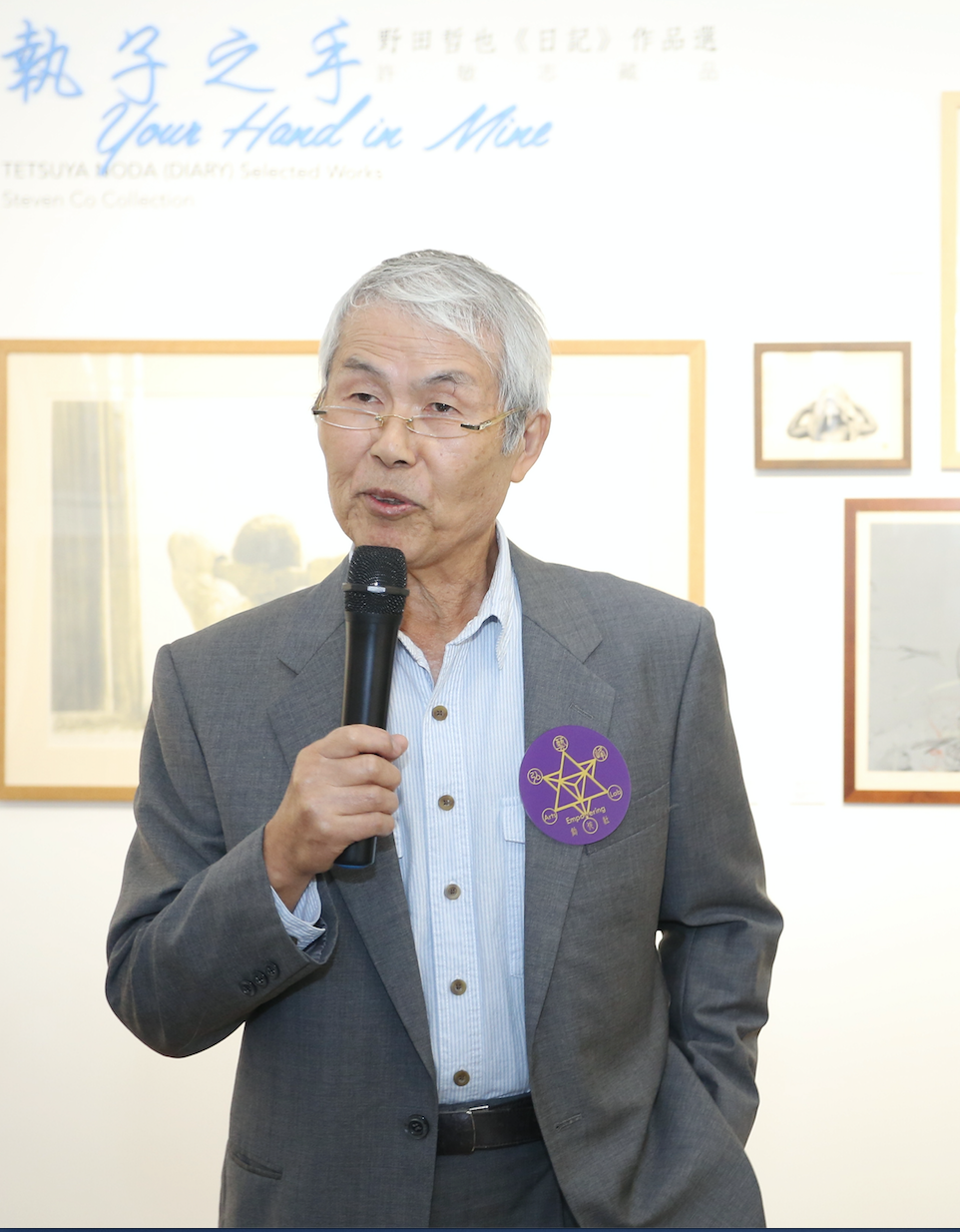
2019年

## 略歴
- 1940年： 熊本県宇土郡不知火町（現・宇城市）に、校長の息子として生まれる[5]。
- 1959年： 東京藝術大学美術学部絵画科油絵専攻入学
- 1963年： 東京藝術大学美術学部絵画科油絵専攻卒業
- 1965年： 東京藝術大学大学院絵画研究科油絵専攻修了[6] (在学中に小野忠重から木版を学ぶ)
- 1968年 ： 作品として日記をつけはじめる[5]。東京国際版画ビエンナーレ 大賞受賞[5]
- 1971年6月： 駐日イスラエル大使Moshe Barturの娘であるドリット・バルトゥールと結婚[5]
- 1978年： 東京藝術大学美術学部版画研究室講師、81年 同助教授、91年 同教授
この間、客員芸術家としてカナダ、アルバータ大学('84)、オーストラリア、キャンベラ美術学校('90)、アメリカ、コロンビア大学('98)などで教える。
また、第5回英国国際版画ビエンナーレ('76)、第10回ソウル国際版画ビエンナーレ('96)、第2回中国現瀾国際版画双年展('09)などで国際審査員を勤める。
- 2007年3月31日： 東京藝術大学美術学部版画研究室教授を退任[7]

- 2010年 - 現在： 東京藝術大学名誉教授[1]。
- 2010年12月 - 2011年1月： 文化庁文化交流使としてイスラエル、イギリスに派遣されロンドンメトロポリタン大学の公開講座などで日本の木版画を教える[8][9]。

### パブリックコレクション
東京国立近代美術館 / 京都国立近代美術館 / 国立国際美術館 / 東京都現代美術館 / 和歌山県立近代美術館 / 三重県立美術館 / ニューヨーク近代美術館 / シカゴ美術館 / ボストン美術館 / サンフランシスコ美術館 / ロサンゼルス・カウンティ美術館 / 大英博物館

### 主な展覧会と受賞歴
- 1968年 - 第6回 東京国際版画ビエンナーレ 大賞受賞[2]
- 1971年 - サンパウロビエンナーレ
- 1972年 - ベニスビエンナーレ(グラフィックインターナショナル部門)
- 1974年 - 第5回クラコウ国際版画ビエンナーレ ウッジ美術賞 受賞（クラコウ、ポーランド）[6]
- 1976年 - 荒川修作、池田満寿夫、野田哲也展(シンシナティ美術館)[19]
- 1977年 - リュブリアナ国際版画ビエンナーレ 大賞を受賞[3][6]
  - 機械化されたイメージ : 20世紀版画の歴史的展望(イギリスアートカウンシル主催イギリス巡回展)
- 1978年 - 第4回 ノルウェー国際版画ビエンナーレ 大賞を受賞[6]
- 1980年 - 「刷られた芸術 : 20年間の展望」(ニューヨーク近代美術館)
- 1983年 - 「1900年以後の日本の版画」(大英博物館)
- 1986年 - 第10回 英国国際版画ビエンナーレ ブラッドフォード美術館・博物館友好賞受賞 (ブラッドフォード、英国)[3][6]
- 1987年 - リュブリアナ国際版画ビエンナーレ 名誉大賞を受賞[3][6]
- 1990年 - 「20世紀日本版画の革新と伝統」(アメリカ、シンシナティ美術館)
- 1993年 - 山口源記念大賞を受賞
- 1995年 - 「現代美術の流れ」(東京都現代美術館)
- 1998年 - 「フォトイメージ : 60年代から90年代の版画」(ボストン美術館)
- 2002年 - 「未完の世紀 : 20世紀美術がのこすもの」(東京国立近代美術館)
  - 「紙による現代美術作品 : 近年の買い上げ作品から」(サンフランシスコ美術館（英語版）)
- 2003年 - 「MOTアニュアル : おだやかな日々」(東京都現代美術館)
  - 紫綬褒章を受章[20]
- 2004年 - 「ある人生の日々 : 野田哲也の芸術」(サンフランシスコアジア美術館（英語版）)[21]
- 2005年 - 「野田哲也版画の世界」(宇城市不知火美術館、熊本)
- 2006年 - 「現代の版画─写真の活用とイメージの変容」(東京国立近代美術館)
  - 「野田哲也─日記」展(現代グラフィックアートセンター、郡山)
- 2007年 - 「野田哲也─日記」展 (東京芸術大学大学美術館)
- 2008年 - 「アジアとヨーロッパの肖像」(大阪、国立国際美術館)
- 2009年 - 「日本当代版画展 20世紀-21世紀へ」(中国、杭州 浙江美術館)
- 2010年 - 観城 2010上海国際版画展(上海虹橋当代藝術館)
- 2012年 - 「野田哲也」展 (和歌山県立近代美術館)
- 2013年 - 春の名品コレクション展「野田哲也の版画」(熊本県立美術館)[22]
- 2015年 - 春の叙勲で瑞宝中綬章受章[23]。

## 主な作品

### 「日記」シリーズ
日々の生活の記録である日記をテーマとして、1968年から今日まで40年以上にわたり作品を制作。作品モチーフとなるのは、家族や知人の姿、子どもの成長、旅先で目にした風景といった日常の断片。目にとまったものを撮影し、その写真に鉛筆や筆などで手を加えた後、謄写ファックスにかけてできる孔版と、木版とを組み合わせることなどによって制作している。
『日記』を思い立った契機について「芸大時代、課題の裸婦を一生懸命に描いたが、なにか絵空事のようで、それではいけないという気がした」という。「決定的に版画で行こうと思ったのは、学部の科目でやっていた木版に加えて謄写ファクス製版機で写真を使い始めたころ」だ。 卒業4年後の1968年、写真と伝統的木版画の背景の大胆な組み合わせは、初出品の東京国際版画ビエンナーレで国際大賞を受賞。以後、すべての野田作品は無題で、代わりに「日記」という言葉と日付が記されている。
「日本美術 大英博物館所蔵主要作品」(1990年)には仏教美術から20世紀版画が紹介されているが、野田の3歳半の娘リカをテーマとする版画「日記 : 1978年6月24日」の説明には「野田の作品はすべて題名には日記の日付しかなく、そのほとんどが作者自身が写した写真を出発点としている。この意味で極めて個人的な作品である。それにもかかわらず野田は他の日本人よりも国際的に高い評価を得ている」と記されている。

## 技法
野田作品の技法は、木版と謄写版によるシルクスクリーン。木版は、水性絵の具を使う日本の伝統的技法をベースにしている。浮世絵の主版 = 黒の輪郭線の版 = をガリ版で、写真を使っている点は違うが、あとは色版を重ねて行く。浮世絵の摺りと同様に木版の背景が摺られ、つぎに色版が浮世絵同様に見当をつけて一点一点バレンでインクを浸透させて埼玉県の小川町産の和紙の上に重ね合わされて行く。ダニエル・ベルは「野田は初期教育から完全に浮世絵の伝統を念頭に置いている」と指摘している。

## エピソード
ドリット夫人はイスラエル人。東京国際ビエンナーレ大賞で28歳の野田が一躍有名になった家族の肖像ー「日記 1968年8月22日」が作られたのは、野田が大学で小野忠重の助手をしていたころ。夫人の妹の陶芸研究室研究生が出入りしていたが、そのうち姉の後のドリット夫人が出入りするようになったという。大賞作品について夫人は「驚きましたが、光栄、自分がモチーフになっているということよりも、純粋に美術作品としてみていた」。

## 評価
ベルは野田版画の独創性について「3点に要約される。見事なまでに一貫した主題、画面の組み立てと構成、そして意識的に浮世絵を範としながらも自分の創意を実現するために採用した斬新な技法」だと述べている。またサンフランシスコ美術館の専任キュレイター、ロバート・フリン・ジョンソンは「この時代の最も独創的で革新的、そして興味をそそられる日本の版画家」と記している。